# Poecilia boesemani
Poecilia boesemani är en fiskart som beskrevs av Poeser 2003. Poecilia boesemani ingår i släktet Poecilia och familjen Poeciliidae. Inga underarter finns listade i Catalogue of Life.